# 萊特·梅西
萊特·梅西（英語：Wright Massey；1953年6月21日—）是一位美國建築師與設計師，以設計星巴克店內、迪士尼店內和時代廣場可口可樂招牌而知名。

## 生平
1999年他創立Brand Architecture公司，目前正規劃美國知名牛排店outback的店內設計。
萊特在1994年參與西雅圖星巴克的全新連鎖店展店計劃，他是主要設計者，他的系統企劃讓星巴克能以一天一店的速度成長，且一年省下二十萬美金。他也參與了星巴克的品牌識別系統規劃，並創造了主要的視覺識別設計，星巴克品牌今日使用的字體，顏色，店櫃、店桌等與設計元素，都仰賴萊特當時規劃的系統。此系統不僅在美國適用，也加入了星巴克跨國展店的彈性。據萊特的說法，星巴克風格的設計靈感是來自咖啡原產地的中東風格。